# Ester Peony
Ester Alexandra Creţu, känd professionellt som Ester Peony, är en rumänsk-kanadensisk sångerska och låtskrivare. Hon representerade Rumänien i Eurovision Song Contest 2019 med låten "On a Sunday" efter att ha vunnit uttagningen Selecţia Naţională 2019. Efter att ha tillbringat sin barndom i Montreal, Kanada började Peony komponera musik för rumänska artister. Därefter började hon lägga upp egna covers på sin Youtubekanal. 2015 uppnådde hon framgång i Rumänien med sin låt "Sub aripa ta" med  artisten Vescan.